# Elizabeth Arciniega
Elizabeth Arciniega Haag (Ciudad de México, siglo XX) es una actriz de nacionalidad mexicana y suiza.

## Biografías
Elizabeth Arciniega estudió literatura dramática y teatro en la Universidad Nacional Autónoma de México. Posteriormente tomó varios cursos de perfeccionamiento actoral con prestigiados profesores como Adriana Barraza y Ludwik Margules.
Sus primeras actuaciones fueron interpretando roles protagonistas en obras. En Poesía en voz muda de Luis Mario Moncada ganó el primer premio a al mejor actriz en el V concurso nacional de teatro para la adolescencia organizado por el Instituto Nacional de Bellas Artes (INBA) y el centro de orientación para adolescentes AC otorgado por José Solé. Por su interpretación de Laura Winfield en El Zoológico de Cristal, fue nominada a la revelación femenina por la Asociación Mexicana de Críticos de Teatro (AMCT). Después vinieron numerosas actuaciones en teatro, en telenovelas y programas de televisión y algunas películas. En resumen ha participado en más de 50 producciones y la mayoría de sus personajes protagonistas pertenecen al ámbito teatral.
Las telenovelas Mujeres engañadas y María Belén son puntos altos en su carrera porque han sido exportadas a todo el mundo desde 2000/01. Elizabeth interpretó a la abogada que defendía a la niña protagonista María Belén.
En 2008 apareció en la película de James Bond - Quantum of Solace, donde dio vida a la novia del señor White, enemigo de Bond.

### Vida personal
En 2004 se casó con un suizo y se mudó a Zúrich donde fundó el grupo de teatro LaVox Theater en el cual, es directora y actriz. LaVox Theater es el primer grupo de teatro en español dirigido por una profesional en Zúrich.

## Filmografía

### Teatro
- 1985: Poesía en voz muda
- 1990: El gran teatro del mundo
- 1990: Las visitas tienen sueño
- 1991-92: Cuando la radio conmovió a México
- 1994: El otro exilio: Homenaje Albert Camus
- 1994-95: Jardín de pulpos
- 1997: Bajo las sábanas
- 2005: Ultramar
- 2008-10: Rosa de dos aromas
- 2012-15: Biografía de mujer
- 2016-18: Sueño de monja

### Telenovela
- 1990: Yo compro esa mujer
- 1997: Desencuentro
- 1999: Mujeres engañadas
- 2000: Mujer casos de la vida real
- 2001: María Belén
- 2005: Linea di confine

### Películas
- 2002: La hija del caníbal / Lucía Lucía
- 2005: Grounding (Swissair)
- 2008: James Bond 007: Quantum of Solace

### Como directora
- 2008-10: Rosa de dos aromas
- 2012-15: Biografía de mujer
- 2016-18: Sueño de monja